# Autodromo Riccardo Paletti
Der Autodromo Riccardo Paletti ist eine Motorsport-Rennstrecke in Varano de’ Melegari in der italienischen Provinz Parma.

## Geschichte
Die Strecke entstand im Jahr 1969, aus der Idee einer Gruppe, in der sich unter anderem der Ingenieur Gian Paolo Dallara befand. Dabei wurde ein ursprünglich nur 600 m langer Kurs im äußersten Westen der heutigen Anlage um einen bestehenden Fußballplatz herum erbaut. In den Anfangsjahren wurden vor allem Rennen verschiedener kleiner Formel-Rennserien auf der ausgetragen. Internationale Bekanntheit erlangte sie 1975, als mehrere bekannte Rennfahrer wie Clay Regazzoni oder Niki Lauda ein Wohltätigkeitsrennen auf dem Kurs fuhren. Trotz einiger Proteste seitens der Bevölkerung wurde die Anlage in den ersten Jahren ihres Bestehens ausgebaut, wobei die Länge der Strecke auf 1,2 km erweitert wurde.
1983 wurde der Kurs nach dem Rennfahrer Riccardo Paletti umbenannt, der beim Großen Preis von Kanada 1982 tödlich verunglückt war.
Anfang der 2000er-Jahre wurde die Anlage mehrmals umgebaut, wobei die Streckenlänge auf 2350 Meter vergrößert wurde. Mit dem Ausbau der Infrastruktur erhielt der Kurs letztendlich auch eine FIA-Lizenz.

## Die Strecke
Der Kurs ist in seiner Vollvariante 2,350 km lang und umfasst 14 Kurven. Neben der Strecke umfasst die Anlage ein Pressezentrum, ein Bürogebäude und ein Restaurant.

## Veranstaltungen
Zwischen 1970 und 2010 gastierte die Italienische Formel-3-Meisterschaft zum Teil mehrmals im Jahr auf dem Kurs.
Derzeit (Stand 2025) wird der Kurs für verschiedene Clubsport-Rennveranstaltungen von Automobil- und Motorrad-Rennserien genutzt. So findet zum Beispiel eine Veranstaltung der italienischen Formula Student auf der Strecke statt. Daneben wird sie für Trackdays, Fahrerschulungen und Testfahrten genutzt. Insbesondere die nahe gelegene Rennwagen-Manufaktur Dallara nutzt den Kurs als Hausteststrecke.